# Germán Villa
Germán Villa Castañeda (Città del Messico, 2 aprile 1973) è un ex calciatore messicano, di ruolo centrocampista.